# 2389 Dibaj

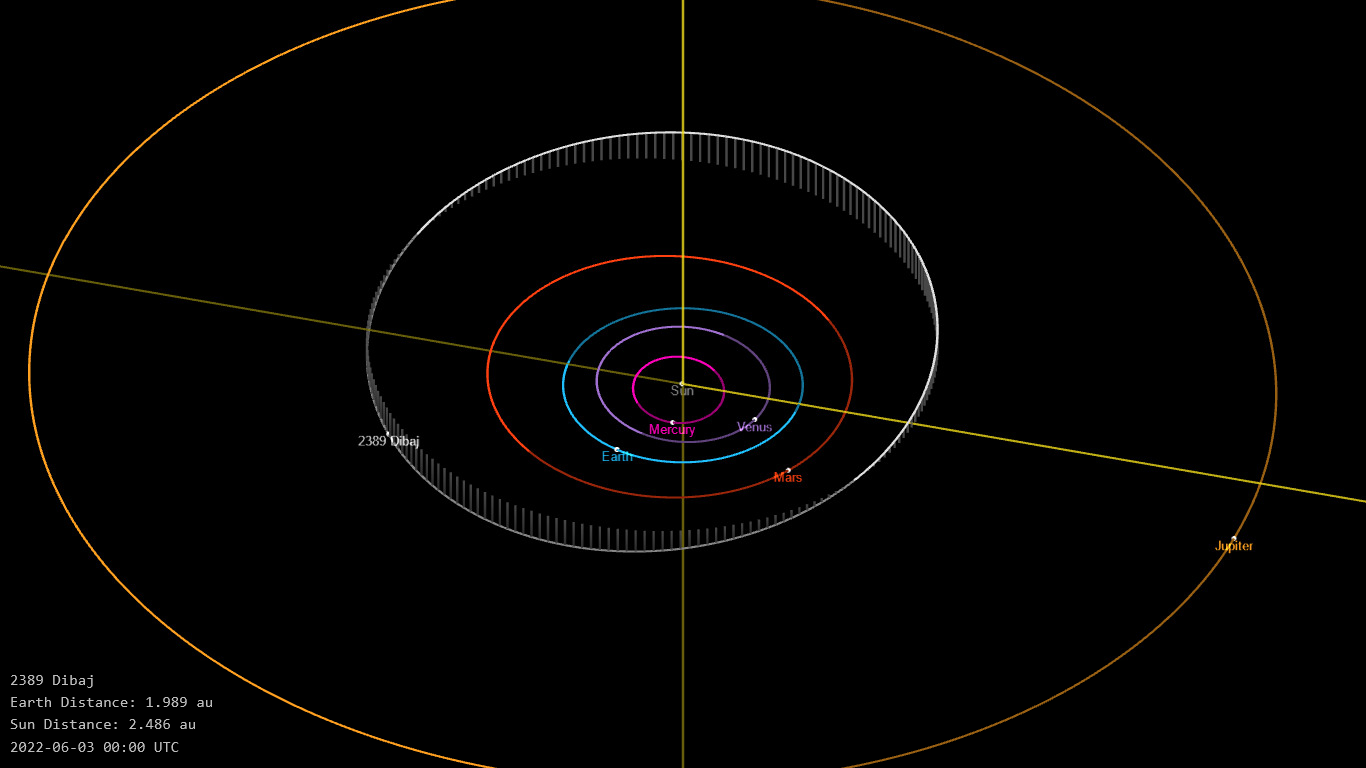
Orbita di 2389 Dibaj (in bianco)

2389 Dibaj è un asteroide della fascia principale. Scoperto nel 1977, presenta un'orbita caratterizzata da un semiasse maggiore pari a 2,4443710 UA e da un'eccentricità di 0,2330708, inclinata di 7,82768° rispetto all'eclittica.
L'asteroide è dedicato all'astrofisico russo Ėrnest Apuševič Dibaj.